# Gut Neparmitz

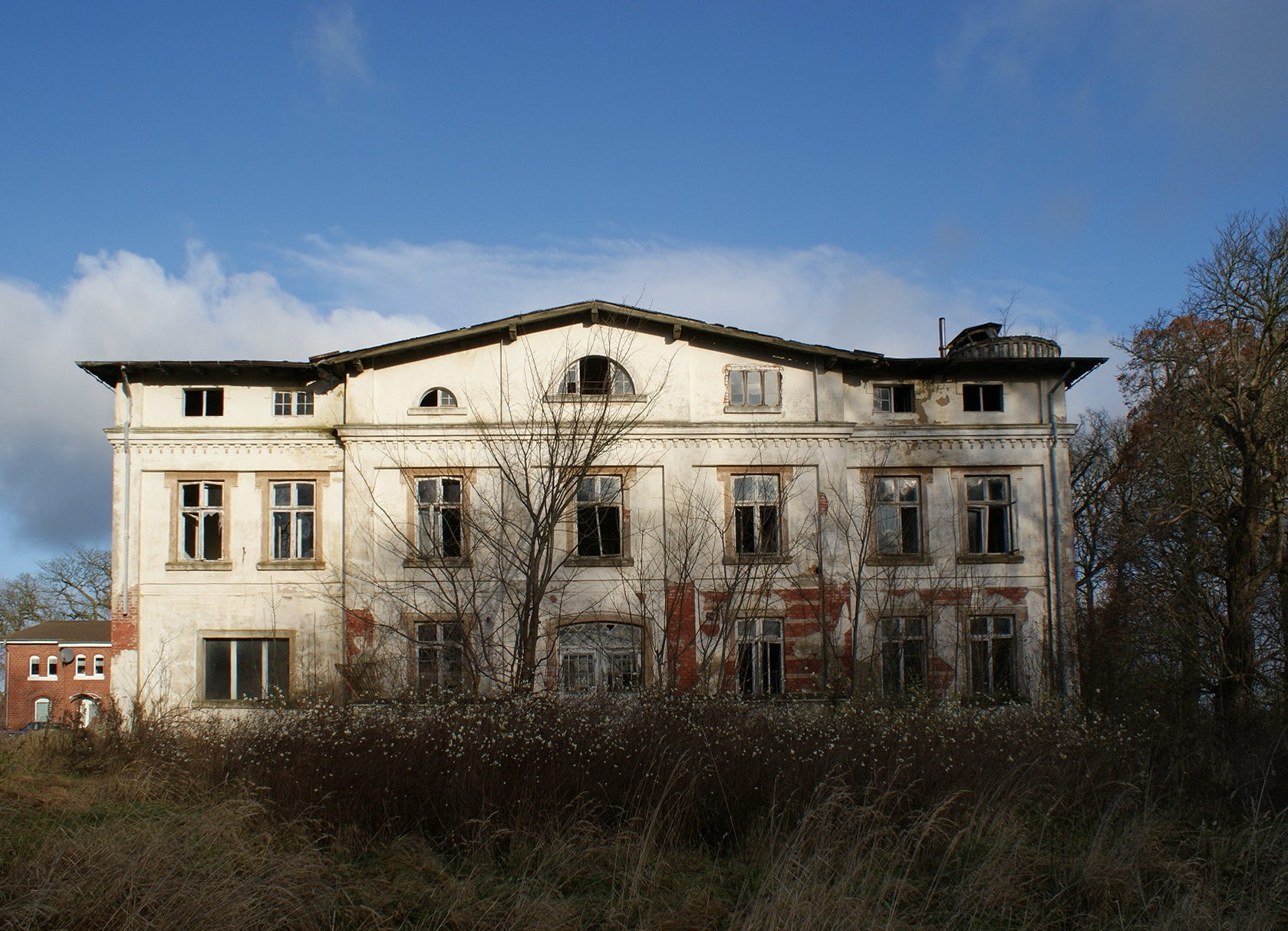
Neparmitz, Herrenhaus. Gartenseite.

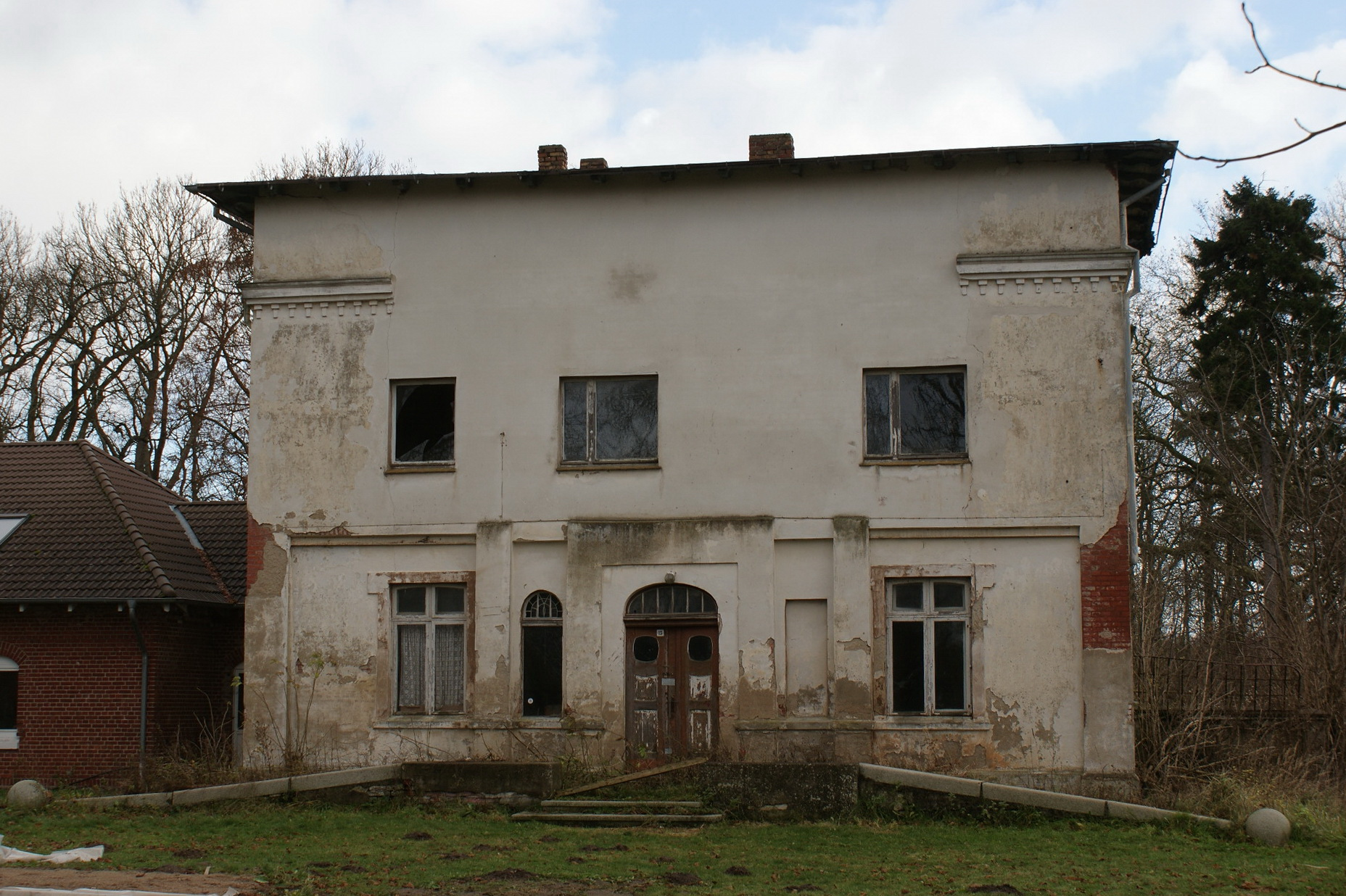
Neparmitz, Herrenhaus. Ansicht von Westen mit Eingangstür und Auffahrt.

Die Gutsanlage Neparmitz ist ein ehemaliger landwirtschaftlicher Großbetrieb in Neparmitz, Gemeinde Poseritz, Landkreis Vorpommern-Rügen. Sie liegt an der Südküste der Insel Rügen. In unmittelbarer Nachbarschaft liegen die Dörfer Zeiten, Swantow, Puddemin und Mellnitz. Herrenhaus, Park und Gutsherrengrabanlage stehen unter Denkmalschutz.

## Geschichte
1856 erwarb Ehrenfried Gustav Holz (1807–1885) das im 17. Jahrhundert entstandene Gut und baute es zu einem landwirtschaftlichen Großbetrieb aus. Bis 1885 war die Anlage mit Gutshaus, vier großen Ställen, Wagenremise, Park und Landarbeiterhäusern vollendet. Um 1900 ging der Besitz in die Hände der Familie Wahnschaffe über. Sie bewirtschafteten Neparmitz bis zu ihrer Enteignung im Jahr 1945. Mit der Bodenreform wurde die Gutsanlage Neparmitz aufgesiedelt und die Siedlerstellen in den späten 1950er-Jahren in die LPG „Freie Scholle“ überführt. Diese ging 1960 als Brigade in der LPG „Völkerfreundschaft“ in Poseritz auf. Nach der politischen Wende wurde der landwirtschaftliche Betrieb in Neparmitz eingestellt. Die ehemalige Gutsanlage wurde von der TLG Treuhand Liegenschaftsgesellschaft mbH übernommen und 1998 an einen Privatinvestor verkauft. Die gesamte Anlage befindet sich seitdem im Verfall. Das Herrenhaus, der Park und die Grabanlage stehen seit 1993 unter Denkmalschutz. Empfohlen für ein Notsicherungsprogramm.

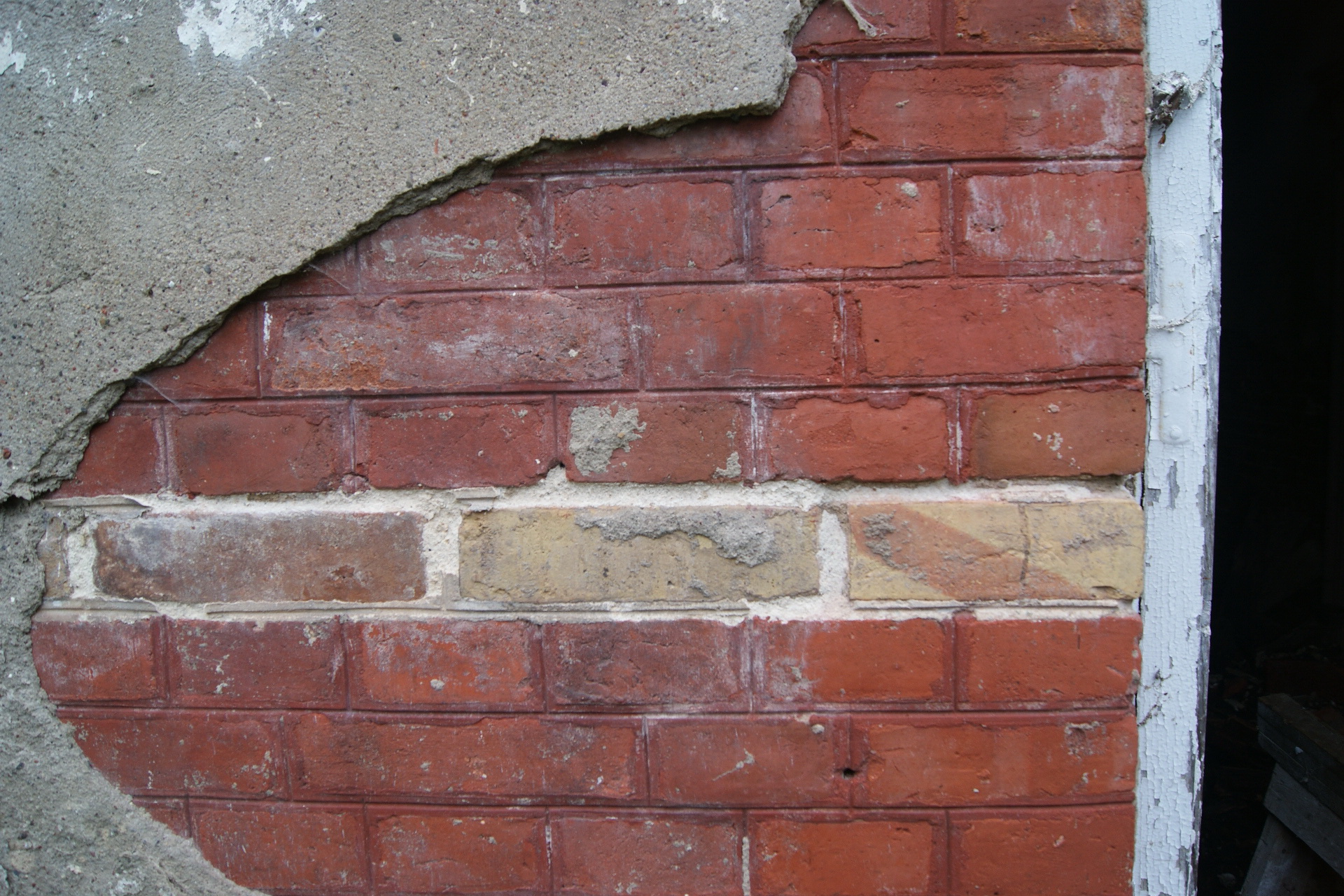
Neparmitz, Herrenhaus. Mauerwerk mit rot gefärbten Fugen und Fugenstrich unter einer jüngeren Putzschicht.

## Gebäude
Für das Herrenhaus wurde dem Geschmack der Zeit entsprechend der Stil des Historismus mit Zitaten aus der Gotik und der römisch-byzantinischen Architektur gewählt. Es besitzt eine nach Süden zum Park hin ausgerichtete Schauseite mit jeweils drei Fensterachsen zu beiden Seiten des Gartenportals. An der westlichen Schmalseite liegt der Haupteingang, zu dem eine geschwungene Auffahrt und Treppenanlage führen. Die niedrigen Mauern der Auffahrt sind mit Granitplatten abgedeckt, die Endpunkte zieren Kugeln. Oberhalb des Eingangs fällt eine große rechteckige Fläche auf, innerhalb der der umlaufende Zierfries fehlt und moderne Fenster aus DDR-zeitlicher Produktion ohne Bezug zur Architektur eingesetzt sind. An dieser Stelle befand sich bis in die 1960er Jahre ein repräsentativer Altan. Die nördliche Front des Herrenhauses verstellt teilweise ein Verbindungsgang zu Wirtschafts- und Nebengelassen. Ein im Bereich des Treppenhauses gelegenes Jugendstilfenster wird durch die Anbauten in seiner Wirkung stark eingeschränkt. An der östlichen Schmalseite des Gebäudes befindet sich ein enger Treppenturm. Im Inneren des Gebäudes zeigt sich ein erschreckendes Bild von Verfall und Vandalismus, hinter dem die ursprüngliche Ausstattung nicht mehr erkennbar ist. Die Geschossdecken sind eingestürzt, das Dach ist offen und das Treppenhaus wurde durch Brandstiftung zerstört. Das Mauerwerk besteht aus roten Backsteinen, die durch horizontale Streifen aus gelben Backsteinen gegliedert werden. Durch die in der ursprünglichen Fassung rot eingefärbten Fugen und den sorgfältig ausgeführten Fugenstrich gleicht das Erscheinungsbild dem in der Nähe liegenden Herrenhaus von Grabow und einigen aus der gleichen Zeit stammenden Bahnhofsgebäuden auf der Insel Rügen.

## Park und Grabanlage
Südlich und östlich vom Herrenhaus liegt eine kleine, ländliche Parkanlage, deren gartenkünstlerische Gestaltung und Struktur aufgrund der starken Verwilderung nur noch sehr schwer ablesbar sind. Die Gestaltung erfolgte mit wohl platzierten, solitären Parkbäumen, u. a. Kastanie, Eiche, Esche, Platane, Ahorn und Stechpalme. Am östlichen Rand befinden sich eine Teichanlage und ein Grabensystem, die das Areal zur umgebenden Ackerfläche abgrenzen. In der südöstlichen Ecke des Parks liegt die mit einer Mauer aus Feldsteinen gefasste Grabanlage der Familien Holz und Wahnschaffe. Als letzte Bestattung ist die der Ada Wahnschaffe, geb. von Schleussner († 1944), überliefert. Die Grabstätten sind zerstört. Von den Parkbäumen sind die Platane, die Gemeine Esche und die Stechpalme aufgrund ihrer Ausprägung zusätzlich als Naturdenkmale ausgewiesen. 

## Wirtschaftsgebäude
Von den großen Viehställen, die sich westlich des Herrenhauses um einen Hof von 150 m Länge und 100 m Breite gruppierten, ist lediglich ein einziger erhalten geblieben. Am westlichen Ende des Hofs öffnet sich eine mit gemauerten Pfeilern begrenzte Toranlage. Am östlichen Rand des Hofs liegen der Kleintierstall und eine Wagenremise mit Uhr und Glockenturm. Alle Gebäude befinden sich im Verfall. 